# Hydroptila bengkoka
Hydroptila bengkoka är en nattsländeart som beskrevs av Wells 1990. Hydroptila bengkoka ingår i släktet Hydroptila och familjen smånattsländor. Inga underarter finns listade i Catalogue of Life.